# A bölcsek meg hallgattak
A A bölcsek meg hallgattak az Alvin és a mókusok együttes tizenharmadik albuma.
A lemez 2014. november 21-én jelent meg. A Konfliktus című számhoz készült videóklip is, ami kinetikus tipográfia.

## Az album dalai
| 1.    | "A bölcsek meg hallgattak"      | 3:44 |
| 2.    | "Konfliktus"                    | 2:43 |
| 3.    | "Nem elég"                      | 4:23 |
| 4.    | "Ez nem demokrácia"             | 2:24 |
| 5.    | "Az erdőtől a fát"              | 4:09 |
| 6.    | "Rossz dolgok, jó gyermekekkel" | 3:51 |
| 7.    | "Mindenki lehúz mindenkit"      | 2:36 |
| 8.    | "A gonosznak is van szíve"      | 3:20 |
| 9.    | "A boldogság titkos receptje"   | 2:57 |
| 10.   | "Jobb emberek"                  | 3:45 |
| 11.   | "Örökké"                        | 4:06 |
| 37:58 |                                 |      |